# Нендзежев (Лодзинське воєводство)
Нендзежев (пол. Nędzerzew) — село в Польщі, у гміні Вітоня Ленчицького повіту Лодзинського воєводства.
Населення — 172 особи (2011).
У 1975-1998 роках село належало до Плоцького воєводства.

## Демографія
Демографічна структура станом на 31 березня 2011 року:
|          | Загалом | Допрацездатний вік | Працездатний вік | Постпрацездатний вік |
| -------- | ------- | ------------------ | ---------------- | -------------------- |
| Чоловіки | 80      | 18                 | 51               | 11                   |
| Жінки    | 92      | 17                 | 50               | 25                   |
| Разом    | 172     | 35                 | 101              | 36                   |